# Заднево (Тверская область)
Заднево — опустевшая деревня в Оленинском муниципальном округе Тверской области России.

## География
Деревня расположена в 19 км на восток от посёлка Оленино, в 1,5 км на юг расположен погост Заячьи Горы.

## История
Первые упоминания о землях этой местности известны из духовных завещаний князя Бориса Васильевича Волоцкого, написанных в 1477 году. Во времена Ливонской войны край был опустошен польской интервенцией, и до 1917 года эти земли принадлежали боярину Б. П. Шереметьеву и князю В. П. Долгопрудному.
Церковь иконы Божией Матери Казанской на погосте Заячьи Горы близ деревни с холодным приделом Пророка Илии и теплым — Сергия Радонежского возведена в 1825 году. Во времена советской власти храм был закрыт и разорен.

### Административно-территориальная принадлежность
В конце XIX — начале XX века деревня вместе с погостом входила в состав Лаптевской волости Ржевского уезда Тверской губернии.
С 1929 года деревня входила в состав Никулинского сельсовета Оленинского района Ржевского округа Московской области, с 1935 года — в составе Калининской области, с 1994 года — в составе Никулинского сельского округа, с 2005 по 2019 годы — в составе Глазковского сельского поселения, с 2019 года — в составе Оленинского муниципального округа.

## Население
| 1859 | 1883 | 2002 | 2010 |
| ---- | ---- | ---- | ---- |
| 90   | ↗99  | ↘11  | ↘0   |

## Известные уроженцы, жители
В 1882 году в Заячьих Горах в семье священнослужителя родился известный египтолог И. М. Волков.

## Достопримечательности
На погосте Заячьи Горы близ деревни расположена недействующая Церковь Казанской иконы Божией Матери (1825).